# 吉見一豊
吉見 一豊（よしみ かずとよ、1966年2月23日 - ）は、日本の俳優、声優。愛媛県出身。身長は172cm。演劇集団 円所属。愛媛県立宇和島南高等学校卒業

## 来歴
1986年、円演劇研究所入所。1989年、演劇集団 円会員昇格。
俳優としてはサスペンスや時代劇に出演。冷静沈着な役や勇猛果敢な人物まで幅広く演じる。
声優としては洋画吹き替えを中心に活動している。中年の役が多く明るく楽観的な性格や冷酷非道な悪役などを幅広く演じ分けている。

## 人物
特技は空手と卓球。
音域はハイバリトン。

## 出演

### 映画
- RIKO II（井坂聡監督）
- 蕨野行（恩地日出夫監督、東映） - 団右衛門 役
- シャイロックの子供たち（2023年2月17日、松竹） - シャイロック 役

### テレビドラマ
- 土曜ワイド劇場
  - 「松本清張サスペンス・黒い空」（1990年3月24日）
  - 「森村誠一の終着駅シリーズ悪の条件～新宿発特急あずさ~謎の女と消えた1億円!!欲望と殺人の罠に刑事が堕ちた!?」（2007年9月22日） - 探偵・斎所務 役
- 火曜サスペンス劇場
  - わが町8「OLバラバラ殺人事件、孤独な現代人のSOSが聞こえる」（1996年10月22日）
  - 刑事・鬼貫八郎13「誰の屍体か」（2001年8月28日） - 演出家・倉本良治 役
- 金曜エンタテイメント
  - 「坊ちゃん教授の事件簿1」（1997年） - 宮下順一 役
- 隠密奉行朝比奈  第2シリーズ 第6話「逃げる女・鳥取砂丘の決闘（1999年）-矢吉
- 素顔のままで
- 宣誓
- 協奏曲 - 黒光健 役
- 連続テレビ小説 天うらら - 山田保 役
- マッチポイント! - 恩地良夫 役
- ショカツ - 梶真俊治 役
- 真実を追う男2（2004年） - 木下刑事 役
- ハルとナツ 届かなかった手紙 - 高倉洋三 役
- 渡された場面（2005年） - 鈴木延次郎 役
- ウルトラマンメビウス
  - 第35話 - 一般人 役
  - 第41話 - 塚本幸夫 役
- 輪違屋糸里〜女たちの新撰組〜 - 井上源三郎 役
- 気骨の判決 - 成田二郎 役
- 相棒
  - season6 第7話「空中の楼閣」（2007年12月5日） - 日高正吾 役
  - season8 第2話「さよならバードランド」（2009年10月21日） - 渡辺政雄 役
- 忠臣蔵〜その義その愛 - 高田弥五兵衛 役
- 水曜ミステリー9 鉄道警察官・清村公三郎8 - 金崎洋一 役
- 鬼平犯科帳スペシャル 泥鰌の和助始末 - 鎌太郎 役
- 大河ドラマ (NHK総合)
  - 葵 徳川三代（2000年） - 烏丸光広 役
  - 利家とまつ〜加賀百万石物語〜（2002年） - 片桐且元 役
  - 龍馬伝（2010年） - 佐々木高行 役
  - 軍師官兵衛（2014年） - 吉川元春 役
  - おんな城主 直虎（2017年） - 中安兵部 役
  - 鎌倉殿の13人（2022年） - 堤信遠 役
  - べらぼう〜蔦重栄華乃夢噺〜（2025年） - 佐野政豊 役
- 塚原卜伝 - 大内義興 役
- 火怨・北の英雄 アテルイ伝 - 紀朝臣広純 役
- 影武者 徳川家康 - 片桐且元 役
- 月曜ゴールデン
  - 新・世直し公務員ザ・公証人12 - 藤野圭一 役
  - 税務調査官・窓際太郎の事件簿 第23作「京都で見つけた初恋の面影!? 純粋な心を踏みにじる悪党を太郎が斬る!!」（2011年12月19日） - 山本次郎 役
- 最強のふたり〜京都府警 特別捜査班〜 - 三好和夫 役
- 下町ロケット（2015年） - 三上孝 役
- 科捜研の女 第15シリーズ（2016年） - 渡刑事 役
- ソタイ 組織犯罪対策課2（2016年） - 清水義幸 役
- 月曜名作劇場 ヤメ判 新堂謙介 殺しの事件簿4（2016年） - 大山俊太 役
- 模倣犯 (小説)（2016年） - 古川茂 役
- 広域警察9（2017年） - 池山吾郎 役
- 月曜名作劇場「新・浅見光彦シリーズ2 後鳥羽伝説殺人事件」（2018年2月26日、TBS） - 落合刑事 役
- 風の市兵衛（2018年） - 宗七 役
- 刑事7人 第4シリーズ 第8話（2018年8月29日、テレビ朝日） - 鶴岡浩介 役
- 木曜ミステリースペシャル 人類学者・岬久美子の殺人鑑定8（2019年6月27日、テレビ朝日） - 野口高夫 役
- ミス・ジコチョー〜天才・天ノ教授の調査ファイル〜（2019年） - 諸井康史
- 特命おばさん検事! 花村絢乃の事件ファイル6（2019年） - 小森卓也
- 天国と地獄〜サイコな2人〜（2021年1月17日 - 3月21日、TBS） - 十久河広明 役[4]
- スナック女子にハイボールを（2024年4月5日 - 6月7日、中京テレビ） - 西山 役[5]
- あきない世傳 金と銀（NHK BS・NHK BSプレミアム4K）- 桔梗屋孫六 役
  - あきない世傳 金と銀（2023年12月8日 - 2024年2月2日）
  - あきない世傳 金と銀2（2025年4月6日 - 5月25日）[6][7]
  - あきない世傳 金と銀3（2026年春〈予定〉 - ）[8]

### 吹き替え

#### 映画（吹き替え）
- アリス・イン・ワンダーランド/時間の旅（ザニック〈リス・エヴァンス〉）
- アンダーワールド: エボリューション
- インビジブル2（マイケル・グリフィン〈クリスチャン・スレーター〉）
- エスパー（アレック）
- オクトパス
- ガーフィールド2（弁護士〈ロジャー・リース〉）
- コカイン・ベア（シド〈レイ・リオッタ〉）
- ザ・コア ※テレビ朝日版
- スイッチング・プリンセスシリーズ
  - スイッチング・プリンセス
  - スイッチング・プリンセス:もう一度スイッチ!
  - スイッチング・プリンセス3:思いかけないスイッチ!
- ストーン・コールド -影に潜む-
- ダブル・ビジョン（ホアン・フォトゥ〈レオン・カーフェイ〉）
- チャーリーズ・エンジェル フルスロットル（アイルランド人の門衛〈トミー・フラナガン〉）※劇場公開・ソフト版
- パープル・バタフライ（謝明〈フェン・ユエンチェン〉）
- ハプニング（電車の車掌、建設作業員の黒人）
- ブーリン家の姉妹（ヘンリー8世〈エリック・バナ〉）
- ブラザー・フッド
- ペイド・バック（ステファン・ゴールド〈マートン・チョーカシュ〉）
- ホーンテッドマンション（ハットボックス・ゴースト / クランプ〈ジャレッド・レト〉[9]）
- ホリデイ（イーサン〈エドワード・バーンズ〉）
- 4分間のピアニスト（メイヤービヤー刑務所長）
- M:i:III（エージェント・ピート〈ホセ・ズニーガ〉）※ソフト版
- LIFE!（トッド・マハール〈パットン・オズワルト〉）※劇場公開版
- リーサル・ウェポン2/炎の約束（ピーター・ヴォーステッド〈デリック・オコナー〉）※WOWOW追加録音、有川博の代役。
- リーサル・ウェポン3（ジャック・トラヴィス〈スチュアート・ウィルソン〉）※WOWOW追加録音、有川博の代役。
- 隣人は静かに笑う（ケンプ）
- レスキュー・ミー NYの英雄たち
- 私が、生きる肌（ロベル・レガル〈アントニオ・バンデラス〉）

#### ドラマ
- iCarly
- アリー my Love
- ER緊急救命室 シーズン12・13（レイフ・ヘンドリックス〈マイケル・ウェストン〉）#267,268
- 犯罪心理分析官インゲル・ヴィーク 殺しの法則 #6
- ファン・ジニ
- MACGYVER/マクガイバー（マードック〈デヴィッド・ダストマルチャン〉）
- ミス・マープル5 青いゼラニウム（ジョナサン・フレイン）
- 名探偵ポワロ ビッグ・フォー（ドクター・クエンティン/ビッグ4）
- 名探偵モンク（トレバー）
- ロング・ナイト 沈黙的真相（ジャン・チャオ〈ニン・リー〉[10]）

#### アニメ
- アナと雪の女王2（ルナード国王[11]）
- トイ・ストーリー・オブ・テラー!（ロン）
- ナタ転生

### ラジオ
- 三国志（TBS）[12]
- 朗読「太宰治作品集」（NHKラジオ第2）[12]

### ラジオドラマ
- 青春アドベンチャー（NHK-FM）
  - あなたに似た自画像（2016）[12]
  - 「火喰鳥 羽州ぼろ鳶組」（2018年7月23日 - 8月3日）[13] - 長谷川平蔵 役
  - ベルリンは晴れているか（2020年5月18日 - 29日）[14]
- FMシアター（NHK-FM）
  - 響け、100年目の第九（2018）[12]
  - 老婆の休日（2019）[12]
  - 手を振る仕事（2021年4月24日）[15]
  - 僕の夢はアナウンサー（2022年2月5日）[16]

### 舞台
- イワーノフ
- かもめ（演出・岩松了／シアターコクーン） - ドールン役
- タ・マニネ公演「悪戯」（演出・岩松了／シアターコクーン） - 諸隅光太郎 役
- リチャード三世 - バッキンガム公役
- マクベス - バンクォー役
- ファウスト - メフィスト役
- ロンサム・ウェスト
- オセロー - イアゴー役
- コネマラの骸骨
- ホームカミング
- プルートゥ PLUTO - お茶の水博士役／Dr.ルーズベルト役（2役）
- 繻子の靴 - 四日間のスペイン芝居 -（2016年12月、京都芸術劇場 春秋座） - カミーユ 役[17]
- 血の婚礼（2022年、シアターコクーン他）[18]
- ポルノグラフィ PORNOGRAPHY / レイジ RAGE（2025年、シアタートラム）[19]